# Ranunculus nematolobus
Ranunculus nematolobus Hand.-Mazz. – gatunek rośliny z rodziny jaskrowatych (Ranunculaceae Juss.). Występuje endemicznie w Chinach, w północno-zachodniej części Junnanu. 

## Morfologia
PokrójBylina o lekko owłosionych pędach. Dorasta do 20–30 cm wysokości.
LiścieSą trójdzielne. Mają owalny kształt. Mierzą 2,5–3,5 cm długości oraz 3–3,5 cm szerokości. Ogonek liściowy jest nagi i ma 3–7 cm długości.
KwiatySą zebrane w baldachogronach. Pojawiają się na szczytach pędów. Mają żółtą barwę. Dorastają do 7–11 mm średnicy. Mają 5 owalnych lub eliptycznych działek kielicha, które dorastają do 2–3 mm długości. Mają 7 owalnych płatków o długości 3–7 mm.
OwoceOwłosione niełupki o odwrotnie jajowatym kształcie i długości 1–2 mm. Tworzą owoc zbiorowy – wieloniełupkę o jajowatym kształcie i dorastającą do 2–3 mm długości.

## Biologia i ekologia
Rośnie na trawiastych zboczach. Występuje na wysokości od 2500 do 2900 m n.p.m. Kwitnie od czerwca do września. 